# Йозеф Бомба
Йозеф Бомба (чеськ. Jozef Bomba, 30 березня 1939, Бардіїв — 27 жовтня 2005, Кошиці) — чехословацький футболіст, що грав на позиції захисника, зокрема, за клуб «Кошиці», а також національну збірну Чехословаччини. Доктор права.

## Клубна кар'єра
Народився 30 березня 1939 року в місті Бардіїв. Вихованець футбольної школи клубу «Славой» (Бардіїв).
У дорослому футболі дебютував 1957 року виступами за команду «Татран», в якій провів два сезони.
Згодом з 1959 по 1966 рік грав у складі команд «Руда Гвезда» (Брно) й «Татран».
1967 року перейшов до клубу «Кошиці», за який відіграв 5 сезонів. Завершив професійну кар'єру футболіста виступами за команду «Кошиці» у 1972 році.

## Виступи за збірну
1960 року дебютував в офіційних матчах у складі національної збірної Чехословаччини. Протягом кар'єри у національній команді провів у її формі 13 матчів.
У складі збірної був учасником чемпіонату Європи 1960 року у Франції, на якому команда здобула бронзові нагороди і чемпіонату світу 1962 року у Чилі, де разом з командою здобув «срібло». Був присутній в заявках збірної, але на поле не виходив.
Помер 27 жовтня 2005 року на 67-му році життя у місті Кошицях.

## Титули і досягнення
- Віце-чемпіон світу: 1962